# Cantó de Migennes
El cantó de Migennes és un cantó francès del departament del Yonne, situat al districte d'Auxerre. Té 8 municipis i el cap és Migennes.

## Municipis
- Bassou
- Bonnard
- Brion
- Charmoy
- Chichery
- Épineau-les-Voves
- Laroche-Saint-Cydroine
- Migennes

## Història
| Data d'elecció                           | Identitat        | Partit          | Qualitat |
| ---------------------------------------- | ---------------- | --------------- | -------- |
| 1973-1976                                | Marcel Pillin    | PCF             |          |
| 1976-2001                                | Guy Lavrat       | PCF             |          |
| 2001-                                    | François Boucher | DL, després UMP |          |
| les dades anteriors no són pas conegudes |                  |                 |          |
|                                          |                  |                 |          |